# Barranc de Xércoles
El barranc de Xércoles és un barranc que discorre pels termes municipals de Gavet de la Conca, a l'antic terme d'Aransís, i de Llimiana, a la zona dels Masos de Llimiana. Es forma a 1.108 msnm, al vessant sud-oest del Capolat d'Aransís, des d'on davalla cap a ponent, lleugerament decantat cap al nord. Passa pel sud del poble d'Aransís, zona on rep l'aigua de diverses fonts, com la Font Llun, le Gotelleres, la Font de la Coma o la Font del Ruïnal, i va a passar pel nord dels Masos de Llimiana, poc abans d'abocar-se en el pantà dels Terradets, a la Noguera Pallaresa.